# Javādābād
Javādābād (persiska: جواد آباد) är en ort i Iran.   Den ligger i provinsen Teheran, i den centrala delen av landet, 60 km söder om huvudstaden Teheran. Javādābād ligger 843 meter över havet och antalet invånare är 4 718.
Terrängen runt Javādābād är platt, och sluttar söderut.Runt Javādābād är det tätbefolkat, med 297 invånare per kvadratkilometer. Närmaste större samhälle är Varamin, 13,0 km norr om Javādābād. Trakten runt Javādābād är ofruktbar med lite eller ingen växtlighet.